# 松本愛花
松本 愛花（まつもと あいか、2002年〈平成14年〉5月3日 - ）は、大阪府出身の元女性アイドルで、SUPER☆GiRLSのメンバーであった。活動時はエイベックス・マネジメントに所属していた。愛称は、あいか、あいちゃん。

## 略歴
2018年7月に募集が開始された『SUPER☆GiRLS 超オーディション!!!!』（SHOWROOMルート部門）に応募。同年10月8日に実施された同ルートのファイナリスト決定イベントにてファイナリスト7名に選出され、同年11月4日に行われた公開最終審査を経て、同年12月19日開催の『SUPER☆GiRLS 超LIVE 2018 8th DEBUT Anniversary 〜NEW GENERATIONS!!!!〜』でSUPER☆GiRLSに第4期メンバーとして加入することが発表された。
2020年3月、ストリーミングサービスSHOWROOM上で実施されたファッションブランドSPINNSの公式オーディションにエントリーし、グランプリを獲得。同年6月にはSPINNSマガジン特集ページへモデルとして掲載されるなど、グループ外での活動の幅も広げている。また、同年7月に放送開始したラジオ番組『GIRLS♥GIRLS♥GIRLS =RED ZONE= SUPER☆GiRLSと超絶☆夜ふかしタイム!!!!』（FM FUJI）ではメンバーの金澤有希とともにMCを担当している。
2021年3月8日、『スパガの超絶☆るーむ』（SHOWROOM）で、同年6月30日をもってSUPER☆GiRLSを卒業することを発表した。芸能界引退後の7月11日、ボートレーサーを目指すことを表明した。

## 人物
SUPER☆GiRLS内の担当カラー（超絶カラー）はオーロラ・オレンジ（橙色）。実姉はHKT48のメンバーだった松本日向。愛犬の名前は「梅太郎」。
名前の由来は、「愛される花のような可愛い女の子」。好きな食べ物はコーンスープ、パルム、トッポ、グミ（グレープ味）。グループ内では笑顔と元気担当、太陽みたいな存在。グループ4期生の中では最年少で、元気溢れるフレッシュさが持ち味。
特技はバスケットボール（中学時代はバスケ部、選抜経験あり）、けん玉。趣味はアイドルのライブ鑑賞、おしゃべりすること、体を動かすこと、など。小学2年生のころからアイドルを見始め、握手会やライブイベント等に足を運んでいた。また、SUPER☆GiRLSの先輩メンバーである浅川梨奈のファンであることを公言しており、自らのアイドル活動の目標であると語っている。
自らのアイドル活動として「明るく笑顔でいること」を心がけており、グループのメンバーである阿部夢梨からも加入当時に「本番になったらめちゃくちゃ笑顔だったし元気だったので、本番に強い子だなって思いました」と紹介されている。

## 出演

### テレビ
- 全力坂（2021年6月15日・24日、テレビ朝日）[20][21]

### ラジオ
- DJ Tomoaki's Radio Show!（2019年4月25日・10月3日、下北FM） - アシスタントMC[22][23]
- GIRLS♥GIRLS♥GIRLS =RED ZONE= SUPER☆GiRLSと超絶☆夜ふかしタイム!!!! （2020年7月1日 - 2021年6月30日、FM FUJI） - MC[9]

### WEB
- ドルネクラウンジ SUPER☆GiRLS 松本愛花さんの好きな作品は「あまくない砂糖の話」（2018年12月20日、U-NEXT）[24]